# 완벽한 축사를 준비하는 방법
《완벽한 축사를 준비하는 방법》(프랑스어: Le Discours, 영어: THE SPEECH)는 2021년에 개봉한 프랑스의 코미디 영화이다.
 로랑 티라르가 감독과 각본을 맡았다.
 프랑스는 2021년 6월 9일에 대한민국은 2022년 5월 19일에 개봉되었다.

## 줄거리
소니아와 연애휴식기를 가지기로 한지 38일째가 된 아드리앵은

부모님과 누나와 예비 매형이 모인 가족모임중에 소니아에게 문자를 보내고

문자를 확인했지만 답이 없어 초조한 가운데 예비매형에게 누나를 위한

축사를 부탁받게 되는데...

## 출연진

### 주연
- 벤자민 라베른헤 - 아드리앵 역
- 사라 지로도 - 소니아 역
- 줄리아 피아톤 - 소피 역
- 카이안 코잔디 - 루도 역

### 조연
- 프랑수아 모렐 - 아드리앵의 아버지 역
- 길레인 론즈 - 아드리앵의 어머니 역